# Centro Cultural e Desportivo Minas de Argozelo

O Centro Cultural Desportivo Minas Argozelo, ou só Argozelo é um time de futebol profissional da cidade de Argozelo em Portugal. Seu estádio oficial é o Estádio Municipal Vimioso, que possui piso de relva sintética.

## Futebol

### Classificações por época
| Época     | Nível | Divisão                         | Classificação | Taça de Portugal |
| --------- | ----- | ------------------------------- | ------------- | ---------------- |
| 2012/2013 | 5*    | Divisão de Honra da AF Bragança | 4º            | -                |
| 2013/2014 | 4     | Divisão de Honra da AF Bragança | 2º            | -                |
| 2014/2015 | 4     | Divisão de Honra da AF Bragança | 1º            | 2E               |
| 2015/2016 | 3     | Campeonato de Portugal          | -             | 2E               |

Legenda das cores na pirâmide do futebol português
     1º nível (1ª Divisão / 1ª Liga) 
     2º nível (até 1989/90 como 2ª Divisão Nacional, dividido por zonas, em 1990/91 foi criada a 2ª Liga) 
     3º nível (até 1989/90 como 3ª Divisão Nacional, depois de 1989/90 como 2ª Divisão B/Nacional de Seniores/Campeonato de Portugal)
     4º nível (entre 1989/90 e 2012/2013 como 3ª Divisão, entre 1947/48 e 1989/90 e após 2013/14 como 1ª Divisão Distrital) 
     5º nível
     6º nível
Notas:
- em 2013/2014 acabou IIIª Divisão e a primeira competição distrital passou a nível 4
- 0 temporadas no primeiro nível
- 2 temporadas na Taça de Portugal